# Leganés Central (métro de Madrid)
Leganés Central est une station de la ligne 12 du métro de Madrid. Elle est située sous l'avenue del Cobre, à Leganés, dans la communauté de Madrid.

## Situation sur le réseau
Établie en souterrain, la station Leganés Central est située sur la ligne 12 du métro de Madrid, entre San Nicasio et Hospital Severo Ochoa.

## Histoire
La station est inaugurée le 11 avril 2003, à l'occasion de la mise en service de la ligne.

## Services aux voyageurs

### Intermodalité
La station est en correspondance avec la gare de Leganés, desservie par la ligne 5 des Cercanías Madrid.